# Platychelyna
Platychelyna is een monotypisch mosdiertjesgeslacht uit de  familie van de Smittinidae en de orde Cheilostomatida

## Soorten
- Platychelyna planulata (Hayward, 1980)